# 정예우
정예우(2002년 1월 25일~)은 대한민국의 남자 배우이다.

## 출연작

### 드라마
- 2014년 KBS2 마법 천자문 - 반갑수 역

### 영화
- 2016년 영화 파파좀비 - 공승구 역